# Danton Jobim
Danton Pinheiro Jobim (Avaré, 8 de março de 1906 — Rio de Janeiro, 26 de fevereiro de 1978) foi um jornalista, escritor, professor, advogado e político brasileiro que representou o Estado da Guanabara / Rio de Janeiro no Senado Federal.

## Dados biográficos
Danton era filho do gaúcho Francisco Antenor Jobim (1867-1923), juiz de direito em São Paulo, e da paulista Joaquina Pinheiro Jobim (1879-?) - uma prima do senador Pinheiro Machado. Entre seus vários irmãos, destacam-se a professora indumentarista Sophia Jobim e o diplomata José Jobim. 
Estudou em Itápolis e depois fixou-se na cidade do Rio de Janeiro onde prosseguiu sua instrução até formar-se advogado pela Universidade Federal do Rio de Janeiro.
Em 1923 ingressou no jornalismo em O Trabalho, órgão de imprensa vinculado ao PCB e poucos meses depois foi trabalhar em A Noite sob a direção de Irineu Marinho, embora tenha publicado artigos no Correio da Manhã e O Globo. Posteriormente trabalhou ao lado de Mário Rodrigues em A Manhã e A Crítica. Passou por A Batalha, A Esquerda e Diário de Notícias até seguir rumo aos Diários Associados e ao Diário Carioca por convite de Jose Eduardo Macedo-Soares, em 1934 se afastou do PCB, pois apoiava uma coalizão de centro, apoiou a implantação do Estado Novo, mas após 1939 com a criação do DIP, que implantou a censura, se une a oposição ao regime, foi comentarista de A Marcha da Guerra  noticiário correlato à Segunda Guerra Mundial, dirigiu o Departamento de Propaganda e Turismo do Rio de Janeiro na interventoria de Amaral Peixoto (1937-1939). Filiou-se à legenda do PR após a redemocratização em 1945, iniciou no posto de colunista principal a convite de Macedo-Soares que passava por problemas de saúde, no Diário Carioca sendo alçado à secretário de redação e depois sócio majoritário do jornal, sendo o jornal aliado do Governo João Goulart (1961-1964), abdica da posição ao vender suas ações para Horácio Gomes Leite de Carvalho Júnior após a eclosão do Regime Militar de 1964, para assumir em 1965 presidência do jornal, a Última Hora. a convite se Samuel Wainer proprietário e ex-diretor que se encontrava exilado no Chile, abdicando em 1971 com a venda do jornal para Empresa Folha da Manhã S/A que também era dona do jornal Folha de S.Paulo, em 1965 com o Ato Institucional número dois há o fim do pluripartidarismo sendo dissolvido o PR, e com o inicio do Bipartidarismo, filia-se ao partido opositor ao regime o MDB.
Em 1952 recebeu o Prêmio Maria Cabot na Universidade de Columbia e um ano depois presidiu um seminário sobre jornalismo na Universidade do Texas. No governo do presidente Juscelino Kubitschek foi conselheiro de imprensa e conferencista na Universidade de Paris, professor no Centro de Estudos Superiores de Jornalismo da América Latina (CIESPAL) em Quito, órgão ligado à UNESCO. Foi um dos fundadores da Escola de Comunicação da Universidade Federal do Rio de Janeiro e presidiu a Associação Brasileira de Imprensa entre 1966 e 1972, falecendo antes de tomar posse em seu segundo mandato à frente da entidade.
Com a cassação de Mário Martins (MDB) e de seu suplente por meio do Ato Institucional Número Cinco em 1969, a Guanabara ficou com uma vaga em aberto no Senado Federal sendo convocadas em 1970 eleições diretas para senador da Guanabara sendo eleito com 718 509 votos validos a um mandato de quatro anos pelo MDB, Reeleito em 1974 nas eleições estaduais da Guanabara com 1 150 983 votos validos, foi opositor no processo de fusão  da Guanabara com estado do Rio de Janeiro em 15 de março de 1975 por meio de lei sancionada no Governo Ernesto Geisel.
Faleceu em 26 de fevereiro de 1978, no Hospital dos Servidores do Estado, sendo enterrado no Cemitério de São João Batista no Rio de Janeiro.
Sobre seu legado, Leodegário Azevedo Filho publicou Danton Jobim, jornalista de democracia e senador de liberdade em 1981.

## Trabalhos publicados
- Cigarras Doidas , 1921 Poesias
- Problemas do Nosso Tempo, 1938, Ensaios.
- A Experiência Roosevelt e a Revolução Brasileira, 1940, Ensaio.
- Two Revolutions- F.D Roosevelt e G. Vargas : 1941
- Para onde vai a Inglaterra?, 1942, Reportagem sobre o esforço britânico de guerra.
- Introduction Au Journalism Contemporain", 1957, Ensaio.
- Pedagogia del Periodismo- Métodos Orientados para la Prensa escrita.1960 CIESPAL
- O Ciclo da Doutrina de Monroe, 1960, Ensaio.
- Espírito do Jornalismo, 1960, Ensaio.